# Scomposta
Scomposta è il secondo album della musicista italiana Susanna Parigi, pubblicato in formato CD nel 1999 dalla casa discografica Nuova Carisch.

## Il disco
Il disco comprende 11 brani, prevalentemente dedicati all'universo ed ai sentimenti al femminile, scritti nella quasi totalità assieme al musicista e paroliere Kaballà, con il quale inizia un proficuo sodalizio artistico che proseguirà negli anni.
Il booklet del CD contiene una presentazione del filosofo Umberto Galimberti.

## Tracce
1. Gli occhi che ci guardano – 4:12 (testo: Susanna Parigi, Kaballà – musica: Susanna Parigi)
2. La decima porta – 4:51 (testo: Susanna Parigi – musica: Susanna Parigi)
3. Il regalo – 3:53 (testo: Susanna Parigi, Kaballà – musica: Susanna Parigi)
4. Tre passi indietro – 4:30 (testo: Susanna Parigi, Kaballà – musica: Susanna Parigi)
5. Il doppio segreto – 5:10 (testo: Susanna Parigi, Kaballà – musica: Susanna Parigi)
6. Amelia Earhart – 3:23 (testo: Susanna Parigi, Kaballà – musica: Susanna Parigi)
7. Eresia d’amore – 4:13 (testo: Susanna Parigi, Kaballà – musica: Susanna Parigi)
8. Zone di confine – 4:40 (testo: Susanna Parigi, Kaballà – musica: Susanna Parigi)
9. Scomposta – 4:38 (testo: Susanna Parigi, Kaballà – musica: Susanna Parigi)
10. Il canto dell’amante (testo liberamente ispirato da “La dodicesima notte” di William Shakespeare) – 3:51 (testo: Susanna Parigi – musica: Susanna Parigi)
11. La decima porta (così com’è nata nella notte del 16 luglio ’98 alle ore 2.30) – 3:18 (testo: Susanna Parigi – musica: Susanna Parigi)

Durata totale: 46:39

## Formazione
- Susanna Parigi: voce, tastiera, pianoforte, fisarmonica, celesta, cori
- Massimo Germini: chitarra
- Andrea Zuppini: chitarra, programmazione
- Massimo Luca: chitarra
- Massimo Bandinelli: basso
- Giorgio Palombino: percussioni
- Mario Arcari: sax soprano